# Fort Dodge
Fort Dodge é uma cidade localizada no estado americano de Iowa, no Condado de Webster.

## Demografia

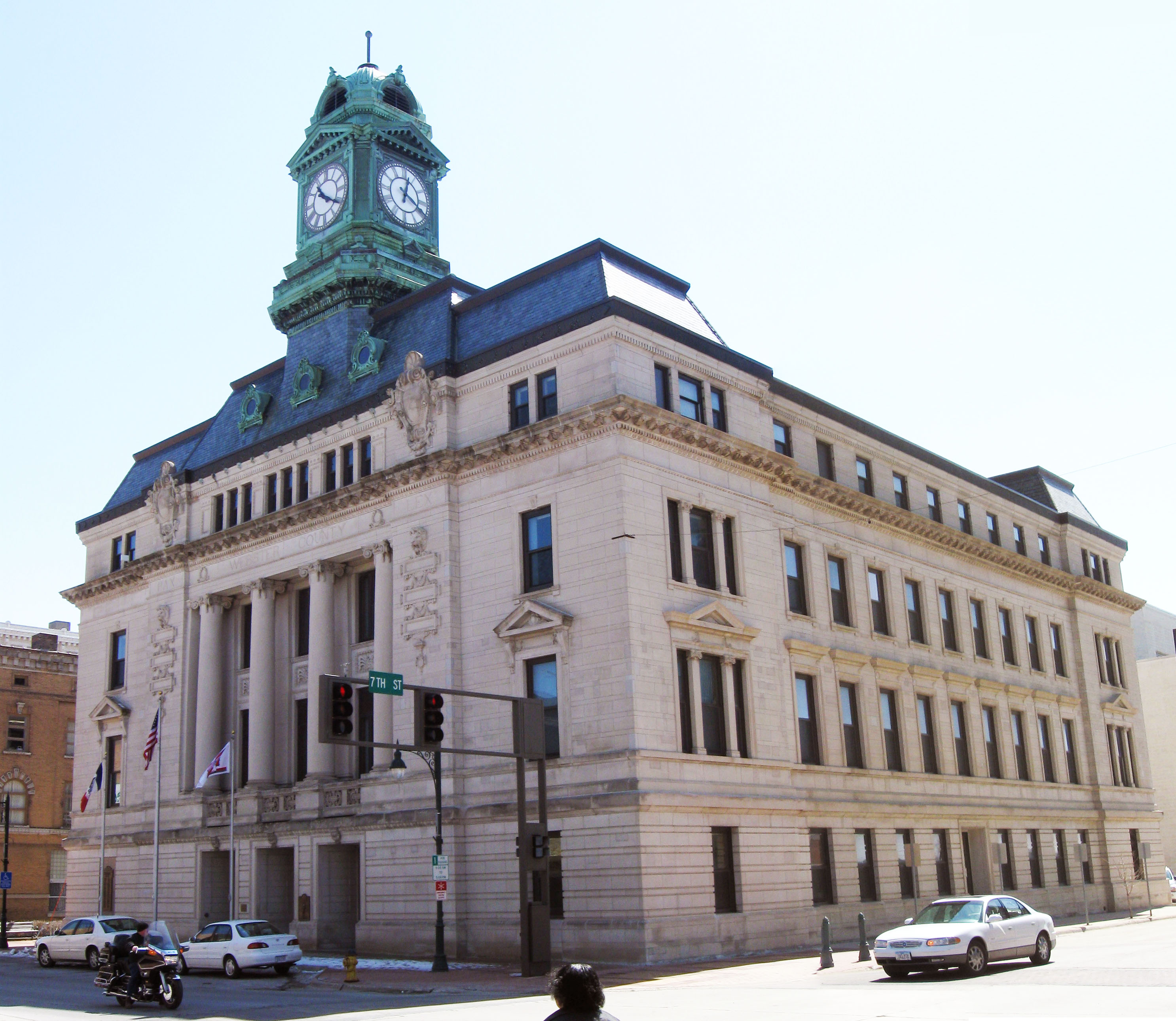
A Central Avenue em Fort Dodge, capital do condado de Webster, Iowa

Segundo o censo americano de 2000, a sua população era de 25.136 habitantes.
Em 2006, foi estimada uma população de 25.466, um aumento de 330 (1.3%).

## Geografia
De acordo com o United States Census Bureau tem uma área de
38,4 km², dos quais 37,7 km² cobertos por terra e 0,7 km² cobertos por água.

## Localidades na vizinhança
O diagrama seguinte representa as localidades num raio de 16 km ao redor de Fort Dodge.